# Stenygrinum quadrinotatum
Stenygrinum quadrinotatum är en skalbaggsart som beskrevs av Bates 1873. Stenygrinum quadrinotatum ingår i släktet Stenygrinum och familjen långhorningar.
Artens utbredningsområde är:
- Myanmar.
- Taiwan.

Inga underarter finns listade i Catalogue of Life.